# Bediasit
Bediasit  je vrsta tektita.
Bediasiti izhajajo z območja vzhodnega Teksasa v Združenih držav Amerike. Največji najdeni bediasit ima maso več kot 200 g, vsi pa so črne barve.
Prvi bedaisit so našli okoli leta 1936 v bližini majhnega kraja Bedias v Teksasu (severo-severo-zahodno od mesta Houston), kjer jih je tudi največ. Po tem kraju imajo tudi ime. Prvi, ki je proučeval bediasite, je bil Virgil Barnes. Noben bediasit še ni bil najden na izvornem kraju, vedno se najdejo na krajih kamor jih je prinesla erozija površine.
Bediasiti se nahajajo na področju, ki izhaja iz kraterja Chesapeake Bay. Iz tega kraterja izhajata dve vrsti tektitov: črni bediasiti v Teksasu in zeleni georgianiti iz Georgije. Krater je nastal pred 35 milijoni let.
Enega izmed bediasitov so našli celo na Kubi, kar je okoli 1700 km južno od kraterja.